# 上古莱讷
上古莱讷（法語：Haute-Goulaine，法語發音：[ot ɡulɛn] ⓘ）是法国大西洋卢瓦尔省的一个市镇，位于该省中部，与下古莱讷相邻，属于南特区。

## 地理
上古莱讷（47°11'56"N, 1°25'43"W）面积20.59 平方千米，位于法国卢瓦尔河地区大区大西洋卢瓦尔省，该省份为法国西北部沿海省份，位于布列塔尼半岛东南部，北起伊勒-维莱讷省，西北接莫尔比昂省，西临大西洋，南至旺代省，东临曼恩-卢瓦尔省。
与上古莱讷接壤的市镇（或旧市镇、城区）包括：圣于连德孔塞勒、下古莱讷、拉沙佩勒厄兰、拉艾富阿西耶尔、勒洛鲁博特罗、韦尔图。

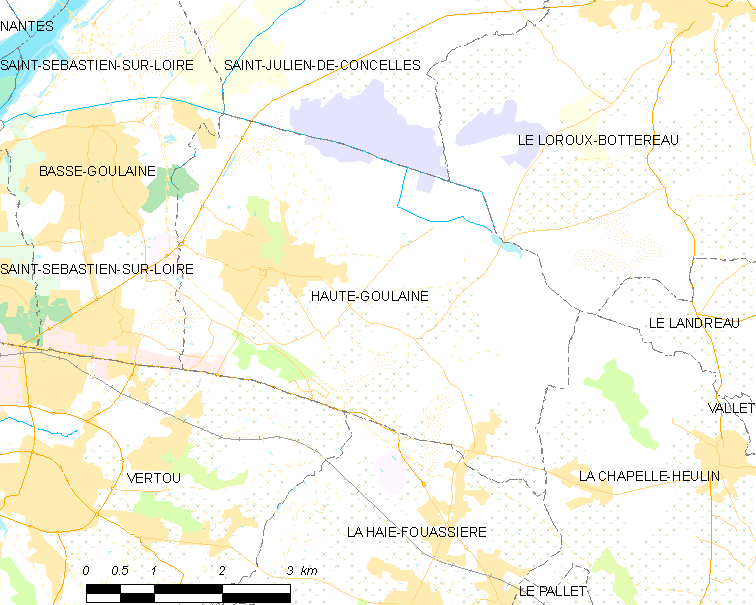
上古莱讷的OSM定位图

上古莱讷的时区为UTC+01:00、UTC+02:00（夏令时）。

## 行政
上古莱讷的邮政编码为44115，INSEE市镇编码为44071。

## 政治
上古莱讷所属的省级选区为卢瓦尔河畔圣塞巴斯蒂安县。

## 人口

1962-2008年间上古莱讷人口变化图示

上古莱讷于2022年1月1日时的人口数量为5992人。